# Batman Dracula
Batman Dracula ist ein Underground-Experimentalfilm von Andy Warhol. Er wurde im Juli 1964 in Warhols Studio The Factory im 16-mm-Format gedreht. Die Uraufführung fand am 17. April 1966 in der Film-Makers’ Cinematheque (125 West 41st Street, Manhattan) statt.

## Handlung
Der schwarz-weiße Stummfilm zeigt in einer Länge von 54 Minuten Naomi Levine, die die schlafende Schönheit im Bett spielt. Sie wird von Dracula, gespielt von dem Avantgarde-Filmer Jack Smith, als Opfer auserkoren. Darsteller der Bettpfosten sind David Bourdon, der Kunsthändler Sam Green, Mario Montez und Gregory Battcock.